# روبن داریو
روبن داریو (به اسپانیایی: Rubén Darío‎؛ زادهٔ ۱۸ ژانویهٔ ۱۸۶۷ در متاپا [نام امروزی: سیوداد داریو، نیکاراگوئه] – درگذشتهٔ ۶ فوریهٔ ۱۹۱۶ در لئون) نویسنده و شاعر نیکاراگوئه‌ای بود. نام اصلی او فلیکس روبن گارسیا-سارمیئنتو بود، اما بعدها نام خانوادگی قدیمی خود، «داریو»، را برگزید.
شعرهای روبن داریو آهنگین، پر‌احساس، و سرشار از درک زبانی، وزن و قافیه‌اند. این اشعار از بهترین آثاری به‌شمار می‌آیند که تاکنون به زبان اسپانیایی سروده شده‌اند. سبک نگارشی او شعر اسپانیایی را دگرگون و امروزی کرد.
داریو در طول زندگی‌اش دستاوردهای بسیاری داشت. از سال ۱۸۷۹ تا ۱۹۱۴ به‌طور پیوسته به نشر آثار پرداخت. شهرتش بیشتر با انتشار Azul آغاز شد. اوج کار او را می‌توان کتاب Cantos de Vida y Esperanza (۱۹۰۵) دانست؛ جایی که هستهٔ اصلی آن، تلاش داریو برای رسیدن به سطوح والاتری از آگاهی است.

## زندگی‌نامه
تنها یک ماه پس از تولد، روبن از متاپا به شهر لئون نقل مکان کرد. والدینش خیلی زود از یکدیگر جدا شدند و او توسط پدرخوانده‌اش، سرهنگ فلیکس رامیرس، بزرگ شد. لقبش «El Niño Poeta» (کودک شاعر) بود؛ چراکه در دوازده‌سالگی نخستین اشعار خود را منتشر کرد. در سال ۱۸۸۲، داریو کوشید تا بورسیه‌ای برای تحصیل در اروپا دریافت کند. برای این منظور، شعری از خود به نام El Libro را برای مقام‌های محافظه‌کار نیکاراگوئه‌ای قرائت کرد. اما این بورسیه به او اعطا نشد؛ گفته شد که شعر او بیش از حد لیبرال است و اقامت در اروپا ممکن است احساسات ضد‌دینی او را تقویت کند. بنابراین، به‌جای اروپا، به السالوادور رفت. در آن‌جا با شاعر فرانسیسکو گاویدیا آشنا شد که او را با شعر فرانسه آشنا کرد؛ ساختار این اشعار بعدها در آثار داریو نیز نمود یافت.
در سال ۱۸۸۶، داریو به شیلی رفت، اما این انتخاب موفقیت‌آمیز نبود. فعالیتش در حوزهٔ روزنامه‌نگاری به‌خوبی پیش نرفت و به‌دلیل رنگ پوست تیره‌ترش در آن‌جا با تبعیض مواجه شد. با این‌همه، رمانی به‌نام Emelina (که توفیقی نیافت) و چند شعر سرود. در همین دوره در شیلی بود که نخستین اثر بزرگش، Azul را نوشت؛ اثری که خیلی زود توجه منتقدان را جلب کرد. پس از بازگشت به ماناگوا، در سال ۱۸۹۰ با رافائلا کنترراس ازدواج کرد و در سال ۱۸۹۱، هنگامی که در کاستاریکا زندگی می‌کردند، پسرشان روبن داریو کنترراس به دنیا آمد. آن‌ها به‌دنبال فرار از انقلاب، به گواتمالا پناه بردند. در سال ۱۸۹۲، داریو به نمایندگی از دولت نیکاراگوئه به اسپانیا رفت تا در مراسم چهارصدمین سالگرد کشف قارهٔ آمریکا شرکت کند. در سال ۱۸۹۳، رافائلا در السالوادور درگذشت، درحالی‌که روبن هنوز در نیکاراگوئه بود. پس از آن، برای آرام کردن اندوهش به الکل پناه برد.
یکی از نقاط تاریک زندگی او ازدواجش با دوست‌دختر پیشینش، روساریو موریو، بود. برادر روساریو این دو را با یکدیگر در بستر یافت و روبن را با تهدید اسلحه مجبور به ازدواج کرد. روز بعد، وقتی داریو با خماری بیدار شد، چیزی از ماجرا به یاد نداشت، اما به‌هرحال ازدواج کرده بود. البته این ازدواج چندان اهمیت نداشت، چراکه او خیلی زود دل‌باختهٔ زن دیگری به‌نام فرانسیسکا سانچس شد و با او زندگی مشترک را آغاز کرد. داریو خود را تنها به این زنان محدود نکرد؛ او با چندین زن دیگر در نقاط گوناگون جهان نیز فرزندانی داشت و همواره به زیاده‌روی در نوشیدن ادامه داد.
در سال ۱۸۹۳، داریو به‌عنوان سفیر کلمبیا منصوب شد و از آن‌جا به پاناما و سپس آرژانتین سفر کرد. در سال ۱۸۹۶، اثر Los Raros منتشر شد که اشعاری دربارهٔ نویسندگانی چون ادگار آلن پو، لوترئامون و ایبسن را دربرمی‌گرفت. در همان سال، در Prosas Profanas، داریو سبک و شیوهٔ آهنگین خود را پروراند. در ۳۱‌سالگی، به‌عنوان نویسنده با روزنامهٔ لا ناسیون همکاری کرد.
در سال ۱۹۰۳، او به‌عنوان سفیر نیکاراگوئه در پاریس منصوب شد و در آن‌جا با محفل ادبی پاریس و مکتب سمبولیسم آشنا شد. در Cantos de vida y esperanza (۱۹۰۵) نشان داد که چگونه هنر بر طبیعت چیره می‌شود و چگونه در دل آشوب ظاهری، هماهنگی می‌آفریند.
از سال ۱۹۱۰ به بعد، اوضاع برای داریو رو به افول گذاشت. زیاده‌روی در نوشیدن، سلامت او را تحلیل برد و هرچه بیش‌تر در جزیرهٔ مایورکا گوشه‌نشین شد. در آن‌جا نگارش رمانی به‌نام La isla de oro (جزیرهٔ زرین) را آغاز کرد که در آن به تحلیل تنش‌های فزاینده در اروپا، در آستانهٔ جنگ جهانی اول، پرداخت؛ هرچند این رمان هیچ‌گاه به پایان نرسید. در سال ۱۹۱۲، داریو زندگی‌نامه‌اش را منتشر کرد و در سال ۱۹۱۴، در نیویورک مدال نقرهٔ انجمن هیسپانیک آمریکا را دریافت کرد. او به نیکاراگوئه بازگشت و در سال ۱۹۱۶ در ۴۹‌سالگی درگذشت. وی در ۱۳ فوریهٔ ۱۹۱۶ با حضور گستردهٔ مردم در کلیسای جامع لئون به خاک سپرده شد.
در مادرید، ایستگاه متروی روبن داریو به‌افتخار او نام‌گذاری شده‌است.

## آثار
- به اتحاد آمریکای مرکزی، ۱۸۸۳، لئون، نیکاراگوئه
- نامه‌ها و اشعار، ۱۸۸۵ و ۱۸۸۸، ماناگوا، نیکاراگوئه
- خارها، ۱۸۸۷، سانتیاگو، شیلی
- املینا، والپارایسو، شیلی
- پاییزی‌ها در سرود حماسی برای افتخارات شیلی، سانتیاگو، شیلی
- آبی...، ۱۸۸۸، والپارایسو، شیلی (چاپ نهایی: بوئنوس آیرس، ۱۹۰۵)
- الف. دِ ژیلبر، ۱۸۸۹، سان سالوادور
- نثرهای دنیوی و اشعار دیگر، ۱۸۹۶، بوئنوس آیرس (چاپ دوم: پاریس، ۱۹۰۱)
- کج‌روها، ۱۸۹۶، بوئنوس آیرس (چاپ دوم: بارسلون، ۱۹۰۵)
- کاستلار، ۱۸۹۹، مادرید
- اسپانیای معاصر، ۱۹۰۱، پاریس
- زیارت‌ها، ۱۹۰۱، پاریس
- کاروان می‌گذرد، ۱۹۰۲، پاریس
- سرزمین‌های آفتابی، ۱۹۰۴، مادرید
- سرودهای زندگی و امید: قوها و اشعار دیگر، ۱۹۰۵، مادرید
- سرودی برای میتره، ۱۹۰۶، پاریس
- نظرها، ۱۹۰۶، مادرید
- سرود سرگردان، ۱۹۰۷، مادرید
- پاریسیانا، ۱۹۰۷، مادرید
- سفر به نیکاراگوئه، ۱۹۰۹، مادرید
- آلفونسوی سیزدهم، ۱۹۰۹، مادرید
- شعر پاییز و اشعار دیگر، ۱۹۱۰، مادرید
- نامه‌ها، ۱۹۱۱، پاریس
- همه در پرواز، ۱۹۱۲، مادرید
- سرودی برای آرژانتین و اشعار دیگر، ۱۹۱۴، مادرید
- بسیار قرن هجدهمی، ۱۹۱۴، مادرید
- زندگی روبن داریو نوشتهٔ خودش، ۱۹۱۵، بارسلون
- بسیار کهن و بسیار نو، ۱۹۱۵، مادرید
- و عطشی برای خیال‌های بی‌پایان، ۱۹۱۶، مادرید

### آثار پس از مرگ
- چنگ واپسین، ۱۹۱۹، مادرید
- آثار کامل، ۱۹۵۰، مادرید (۵ جلد)
- داستان‌های کامل، ۱۹۵۰، مکزیک
- گزیدهٔ اشعار، ۱۹۵۲، بوئنوس آیرس
- شعر: کتاب‌های کامل شعری و گلچینی از آثار پراکنده، ۱۹۵۲، مکزیک
- اشعار کامل، ۱۹۵۴، مادرید